# Anton Wolfradt
Anton Wolfradt (Colonia, 9 luglio 1582 – Vienna, 1º aprile 1639) è stato un vescovo cattolico austriaco.

## Biografia
Figlio di un sarto di Colonia, Anton Wolfradt iniziò i propri studi di filosofia nel 1599 al Collegium Germanicum di Roma. Nel 1601 fece il proprio ingresso nell'Ordine cistercense. Successivamente studiò teologia a Roma, ove ottenne il dottorato e venne ordinato sacerdote il 21 ottobre 1607.
Nel 1608 venne assegnato alla diocesi di Graz e dall'anno successivo entrò nell'abbazia del Reno. Su raccomandazione del cardinale Melchior Khlesl divenne nel 1612 abate di Wilhering. Dal momento che i monaci dell'abbazia benedettina di Kremsmünster lo scelsero quale loro abate per le sue doti, papa Paolo V gli concesse di passare all'ordine di San Benedetto e Wolfradt divenne, a partire dal 15 dicembre 1613, abate di questo nuovo monastero, ove iniziò a riformare le locali istituzioni, prendendosi cura anche delle abbazie vicine di Schlierbach, Gleink presso Steyr e Spital am Pyhrn.
Per le sue abilità amministrative, l'imperatore Ferdinando II d'Asburgo lo nominò a partire dal 1620 a proprio consigliere e nell'ottobre 1623 presidente del consiglio di stato; nonostante tutto, questo incarico si presentò piuttosto difficile per il Wolfradt a causa degli enormi debiti accumulati dall'Imperatore; ad ogni modo l'abate di Kremsmünster mantenne questo incarico sino al 1630.
Sempre favorito dal cardinale Khlesl, nel 1630 divenne vescovo coadiutore di Vienna. Il 15 febbraio 1631 l'Imperatore lo nominò vescovo di Vienna e la conferma papale della sua nomina giunse il 26 maggio di quello stesso anno. Il 2 agosto l'Imperatore lo elevò alla condizione di principe del Sacro Romano Impero.
Tra il 1633 ed il 1634, assieme a Hans Ulrich von Eggenberg ed a Maximilian von und zu Trauttmansdorff fu tra coloro che aiutarono nella cattura dei cospiratori che erano insorti contro Ferdinando II, favorendo delle rivolte popolari.
Da vescovo, si preoccupò di diffondere i dettami della controriforma, introducendo a gran forza sia a Vienna che in Boemia i gesuiti.
Alla sua morte, venne sepolto nella Cappella di Santa Caterina della Cattedrale di Santo Stefano di Vienna.

## Genealogia episcopale e successione apostolica
La genealogia episcopale è:
- Cardinale Guillaume d'Estouteville, O.S.B.Clun.
- Papa Sisto IV
- Papa Giulio II
- Cardinale Raffaele Sansone Riario
- Papa Leone X
- Papa Paolo III
- Cardinale Francesco Pisani
- Cardinale Alfonso Gesualdo di Conza
- Papa Clemente VIII
- Cardinale Franz Seraph von Dietrichstein
- Vescovo Anton Wolfradt

La successione apostolica è:
- Vescovo Johann Walterfinger, O.S.B. (1632)